# Egyházaskozár
Egyházaskozár (németül: Ratskoslar) község Baranya vármegyében, a Komlói járásban.

## Fekvése
Baranya vármegyében, Szászvártól északnyugatra, Bikal keleti szomszédjában fekvő település. Központján a Bonyhád-Kaposszekcső közti 6534-es út halad végig, amelyből itt ágazik ki két öt számjegyű bekötőút: dél felé, Hegyhátmarócra a 65 186-os, északkelet felé, Szárász irányába pedig a 65 193-as számú mellékutak. Északi határszélét egy rövid szakaszon érinti a Mekényes-Mágocs közti 6539-es út is.

## Története
A kis 800 lelkes Árpád kori település már a honfoglalás kora óta lakott, templomos hely volt, mire nevéből is következtetni lehet.
A falu első lakosai valószínűleg a honfoglaló magyarsággal ide érkezett kazár (kozár) segédcsapatok e helyen letelepedett tagjai lehettek.
Az első írásos emlék 1058-ból származik. A középkorban több néven is szerepelt, mint: Kozár,  Nagy-Kozár, Felsew-Kozár, földesurai is változtak ez idő alatt.
Tinódi Lantos Sebestyén egyik dalában szerepel a község neve. „Verbőci Imrének Kaszon hadával kozári mezőn viadalja” címen a község határában lezajlott török (1542. március 25.) elleni csata történetét beszéli el.
Nagy-Kozár 1542 végén került török uralom alá. A mai Egyházaskozártól kissé keletebbre helyezkedett el, a török idők utolsó évtizedeiben áldozatul esett a hadak vonulásának.
1695-ben Esterházy Pál szerezte meg a Dombóvári Uradalmat, melyhez Kozár is tartozott. Négy Kozár nevű település is volt a határban: Nagy-Kozár, Kozári malom, Kozár (szerbekkel) és Kozár (vegyes nemzetiségű).
1696-ban 5 szerb család telepedett le, a falu keletkezésének időpontjaként 1698-as esztendőt emlegetik. További szerb telepesek érkeztek 1717-től, akik nem örökös jobbágyok voltak, szabad költözés jogával rendelkeztek, állattenyésztéssel, később búza, árpa, kukorica és dohány termesztéssel  foglalkoztak. Rendelkeztek  téglafallal körülvett templommal, pópa lakással, iskolával. A települést 1751-től Ráckozár néven említik. 1735-től már éltek a faluban magyarok, németek, horvátok is az anyakönyvi bejegyzések szerint.

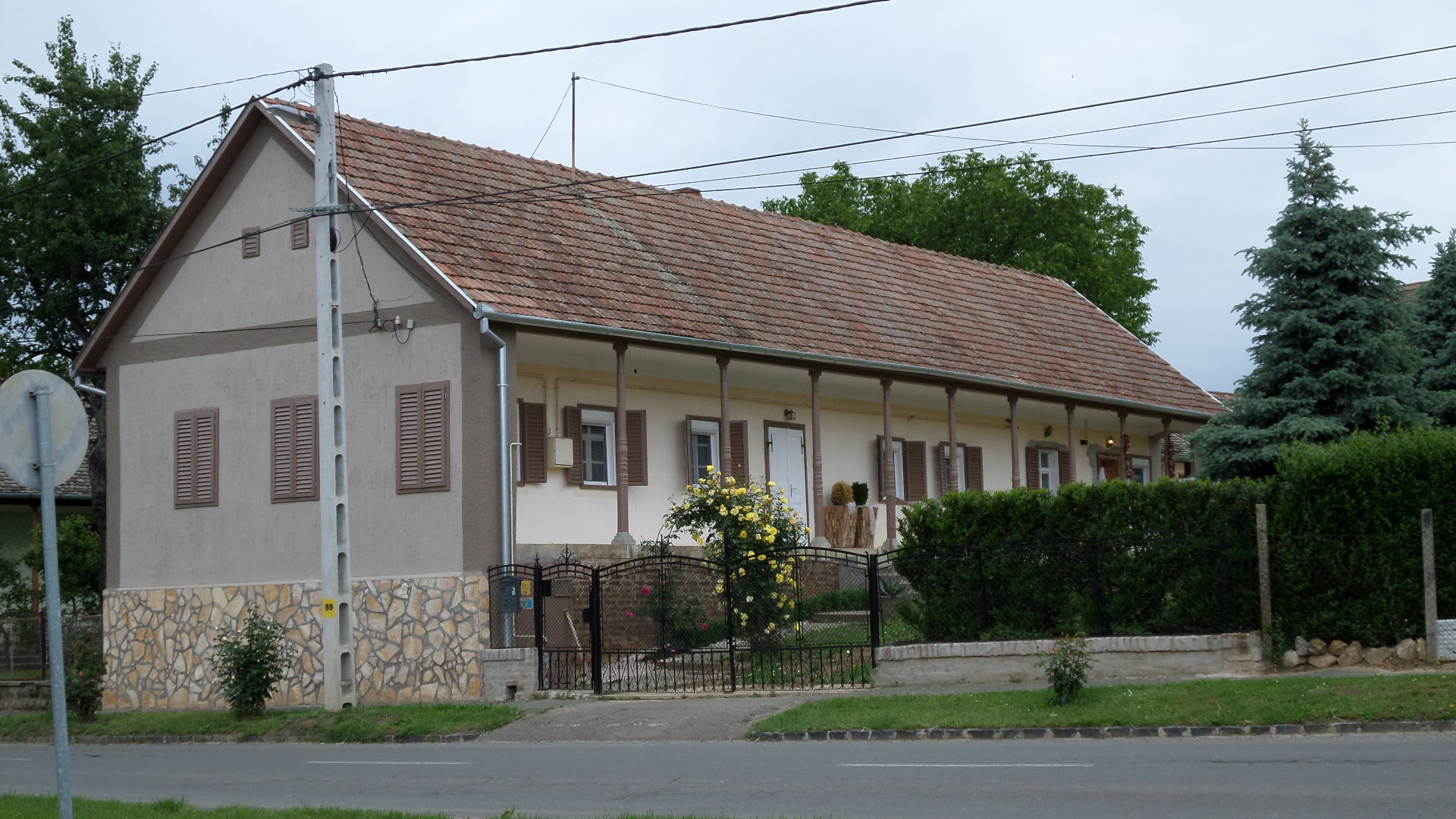
Német parasztház Egyházaskozáron

Lutheránus  németek  1756-tól Eszterházy Miklós  herceg megbízásából Birkenstock János  Henrik parasztkolonizátor toborzására települtek Ráckozárra (a német Hessen tartományból közvetve, már Tolna vármegyéből, a Mercy birtokról), majd az Urbárium hatására 1762–67. között további telepesek érkeztek. A falu kiépült, vásártartási joggal is rendelkezett.  A második világháború után kitelepítették a németek nagy részét, ma már csak a lakosság 7,2%-a német.
Helyükre bukovinai székelyeket és moldvai csángókat telepítettek a faluba; utóbbiak az 1948-ban megalakított Egyházaskozári Csángómagyar Hagyományőrző Együttes keretei között őrzik népi hagyományaikat. A Német Nemzetiségi Egyesület és Énekkar a rendszerváltozás után alakult meg, ápolva a német nemzetiségi kultúrát. A faluról megjelent könyvek időrendben: Pfeiffer János: Egyházaskozár rövid története (magyar és német nyelven 1986.), majd 1997-ben Egyházaskozár története a szerb falu keletkezésétől németek kitelepítéséig. 2004-ben Stefan Reitinger: Egyházaskozár és Laczkó Mihály: Észre sem vettük, magyarok lettünk című könyve.

## Közélete

### Polgármesterei
- 1990–1994: Weisz Péter (független)[3]
- 1994–1998: Weisz Péter (független)[4]
- 1998–2002: Weisz Péter (független)[5]
- 2002–2006: Weisz Péter (független)[6]
- 2006–2010: Weisz Péter József (független)[7]
- 2010–2014: Weisz Kornélia (független)[8]
- 2014–2019: Weisz Kornélia (független)[9]
- 2019–2024: Weisz Kornélia (független)[10]
- 2024– : Weisz Kornélia (független)[1]

## Népesség
A település népességének változása:
| Lakosok száma | 811  | 791  | 769  | 717  | 701  | 696  | 673  | 681  |
|               | 2013 | 2014 | 2015 | 2019 | 2021 | 2022 | 2023 | 2024 |

A 2011-es népszámlálás során a lakosok 89,2%-a magyarnak, 11,9% németnek, 1,7% románnak mondta magát (10,3% nem nyilatkozott; a kettős identitások miatt a végösszeg nagyobb lehet 100%-nál). A vallási megoszlás a következő volt: római katolikus 60,6%, református 1,4%, evangélikus 15,8%, görögkatolikus 0,1%, felekezeten kívüli 3,6% (16,6% nem nyilatkozott).
2022-ben a lakosság 85,9%-a vallotta magát magyarnak, 8,6% németnek, 0,9% cigánynak, 0,4% románnak, 0,1-0,1% ukránnak, szlovénnek és szerbnek, 1,3% egyéb, nem hazai nemzetiségűnek (12,6% nem nyilatkozott; a kettős identitások miatt a végösszeg nagyobb lehet 100%-nál). Vallásuk szerint 34,1% volt római katolikus, 12,2% evangélikus, 0,4% református, 0,1% görög katolikus, 1,4% egyéb keresztény, 0,6% egyéb katolikus, 7,9% felekezeten kívüli (42,7% nem válaszolt).

## Nevezetességei
- Evangélikus temploma 1786-ban épült.
- Szent Istvánnak szentelt római katolikus temploma 1996-ban készült el.
- Első és Második világháborús emlékmű
- Lovasudvar
- Itt született Hatos Gusztáv, Baranya megye történetírója.